# BKK Stadt Augsburg
Die BKK Stadt Augsburg war eine deutsche Krankenkasse mit Sitz in Augsburg. Sie gehörte zur Gruppe der unternehmensbezogenen Betriebskrankenkassen und war als Träger der gesetzliche Krankenversicherung eine Körperschaft des öffentlichen Rechts mit Selbstverwaltung. Zum 1. Januar 2023 fusionierte sie mit der Audi BKK.

## Betriebskrankenkasse
Die Betriebskrankenkasse wurde am 1. Januar 1913 durch Vereinigung der ab dem 1. Januar 1885 bestehenden Betriebskrankenkasse der städtischen Gaswerke und der ab dem 1. Juli 1887 bestehenden Betriebskrankenkasse der städtischen Straßenbahnen errichtet.
Die nach dem Recht der gesetzlichen Krankenversicherung vorgesehenen Leistungen konnten von Mitarbeitern der Stadt Augsburg und ihrer Tochterunternehmen sowie deren Familien in Anspruch genommen werden. Darüber hinaus konnten sich Mitarbeiter der Stadtwerke Augsburg, der Stadtsparkasse Augsburg sowie des Universitätsklinikums Augsburg bei der BKK Stadt Augsburg versichern.
Im Rechnungsjahr 2018 waren die Ausgaben mit 63,60 Millionen Euro höher als die Einnahmen mit 61,59 Millionen Euro. Die BKK Stadt Augsburg erhob 2019 einen Zusatzbeitrag von 1,5 Prozent, ab 2020 von 2,7 Prozent. Seit 2022 betrug der Zusatzbeitragssatz 2,4 Prozent.
Am 11. Juli 2022 gab die BKK Stadt Augsburg ihre Fusion zum 1. Januar 2023 mit der Audi BKK bekannt.

## Pflegekasse
Unter dem Dach der Betriebskrankenkasse befand sich seit dem 1. Januar 1995 auch eine Pflegekasse. Dabei handelte es sich um eine rechtlich eigenständige Organisation mit eigenem Haushaltsplan und eigener Jahresrechnung.
Im Rechnungsjahr 2017 beliefen sich die Einnahmen der Pflegekasse auf insgesamt 10.076.722,68 € und die Ausgaben auf 9.819.354,38 €.

## Mitgliedschaften und Beteiligungen
- Spitzenverband Bund der Krankenkassen
- BKK Dachverband
- BKK Landesverband Bayern